# Vientiane (khwaeng)
De Khwaeng Vientiane (Laotiaans: ວຽງຈັນ) ligt ten noorden van de prefectuur Vientiane die in 1989 van de provincie afgesplitst werd. De hoofdstad is Phon Hong. Andere belangrijke plaatsen zijn onder andere Vang Vieng.

## Geografie
Khwaeng Vientiane ligt in het noordwesten van het land. Er ligt ook een groot stuwmeer in deze provincie, genaamd Ang Nam Ngum, gelegen in de Nam Ngum rivier. De provincie is erg bergachtig en heeft een lage bevolkingsdichtheid. In het noordoosten liggen er enkele pieken van boven de 2000 meter.

## Bevolking
Volgens een schatting van 1 juli 2020 telde de provincie Vientiane 462.142 inwoners. Vijf jaar eerder werden er nog 431.966 inwoners geregistreerd, hetgeen overeenkomt met een gemiddelde jaarlijkse bevolkingsgroei van 1,4% voor de periode 2015-2020. In de census van 1 maart 2005 woonden er nog 361.891 inwoners in de provincie. Het overgrote deel van de bevolking woont op het platteland (66%). De urbanisatiegraad is met 34% vrij laag.
De geslachtsverhouding is bijna gelijkelijk verdeeld. Er werden 231.563 mannen en 230.569 vrouwen geregistreerd in 2020. De bevolking is jong: 30% is tussen de 0-14 jaar, 65% is tussen de 15-64 jaar en 5% is 65 jaar of ouder. Ongeveer 1% van de bevolking is zelfs 80 jaar of ouder.